# جون كليفورد والاس
جون كليفورد والاس (بالإنجليزية: John Clifford Wallace)‏ هو قاضي ومحامي أمريكي، ولد في 11 ديسمبر 1928 في سان دييغو في الولايات المتحدة.

## وصلات خارجية
- جون كليفورد والاس على موقع إن إن دي بي (الإنجليزية)